# Berlandina pulchra
Berlandina pulchra är en spindelart som först beskrevs av Josef Nosek 1905.  Berlandina pulchra ingår i släktet Berlandina och familjen plattbuksspindlar.
Artens utbredningsområde är Turkiet. Inga underarter finns listade.